# Koko (Benin)
Koko è un arrondissement del Benin situato nella città di Bantè (dipartimento delle Colline) con 6.835 abitanti (dato 2006).